# Appleton Motor Truck Company
Appleton Motor Truck Company war ein Hersteller von Nutzfahrzeugen aus den USA.

## Unternehmensgeschichte

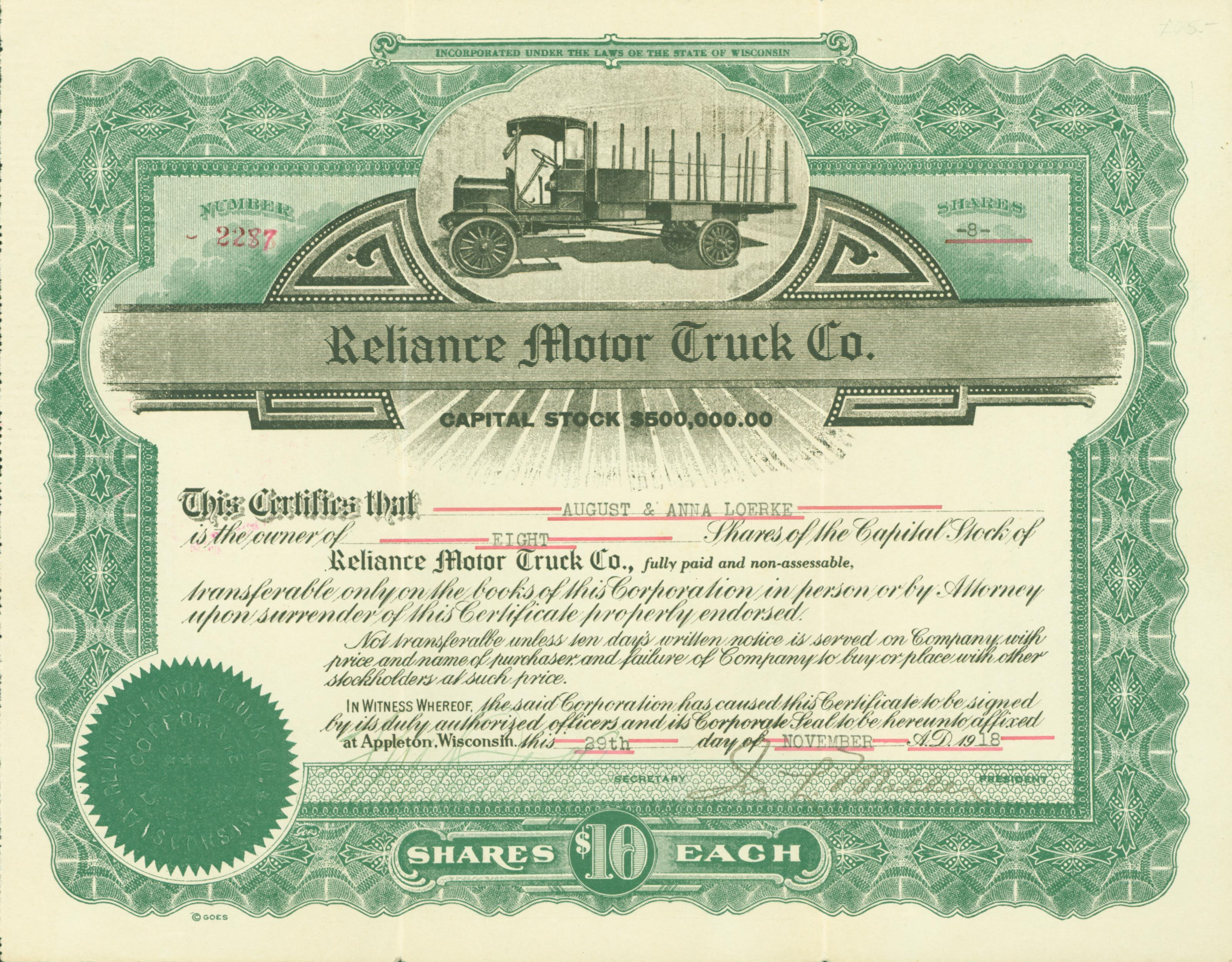
Aktie der Reliance Motor Truck Co. vom 29. November 1918

Racine Motor Truck Company wurde 1917 in Appleton in Wisconsin gegründet. Im gleichen Jahr begann die Produktion von Lastkraftwagen. Der Markenname lautete Reliance. 1918 erfolgte die Umfirmierung in Reliance Motor Truck Company und 1922 zur Appleton Motor Truck Company.
Die Produktion lief bis mindestens 1923, möglicherweise noch bis 1927.
Es bestand keine Verbindung zur gleichnamigen Reliance Motor Truck Company, die einige Jahre vorher im Bundesstaat Michigan existierte.

## Fahrzeuge
Zur Wahl standen zwei Modelle. Eines hatte 1,5 Tonnen Nutzlast und das andere 2,5 Tonnen. Gemeinsamkeit war ein Vierzylindermotor von Buda und die Wahl zwischen einem Dreigang- und einem Vierganggetriebe.